# Eulalia di Borbone-Spagna
Infanta Eulalia di Spagna, duchessa di Galliera (Madrid, 12 febbraio 1864 – Irun, 8 marzo 1958), è stata una principessa spagnola, ultima figlia di Isabella II di Spagna e di suo marito Francesco d'Assisi di Borbone-Spagna.

## Biografia

### Infanzia, esilio e rientro in Spagna
Battezzata il 14 febbraio 1864 con i nomi di Maria Eulalia Francisca de Asis Margarita Roberta Isabel Francisca de Paula Cristina Maria de la Piedad, ebbe come padrino il duca Roberto I di Parma e per madrina la sorella di questi, la principessa Margherita di Borbone-Parma.
Nel 1868 la famiglia reale dovette lasciare la Spagna per la rivoluzione, trasferendosi così a Parigi; pochi anni dopo, a Roma, ricevette la Prima Comunione direttamente da Papa Pio IX. Nel 1874 suo fratello, il re Alfonso XII di Spagna, tornò al potere, al posto della loro madre abdicataria, la regina Isabella II, e tre anni dopo Eulalia tornò in Spagna, vivendo dapprima all'Escorial con la madre, poi nell'Alcázar di Siviglia e infine a Madrid. 

### Matrimonio

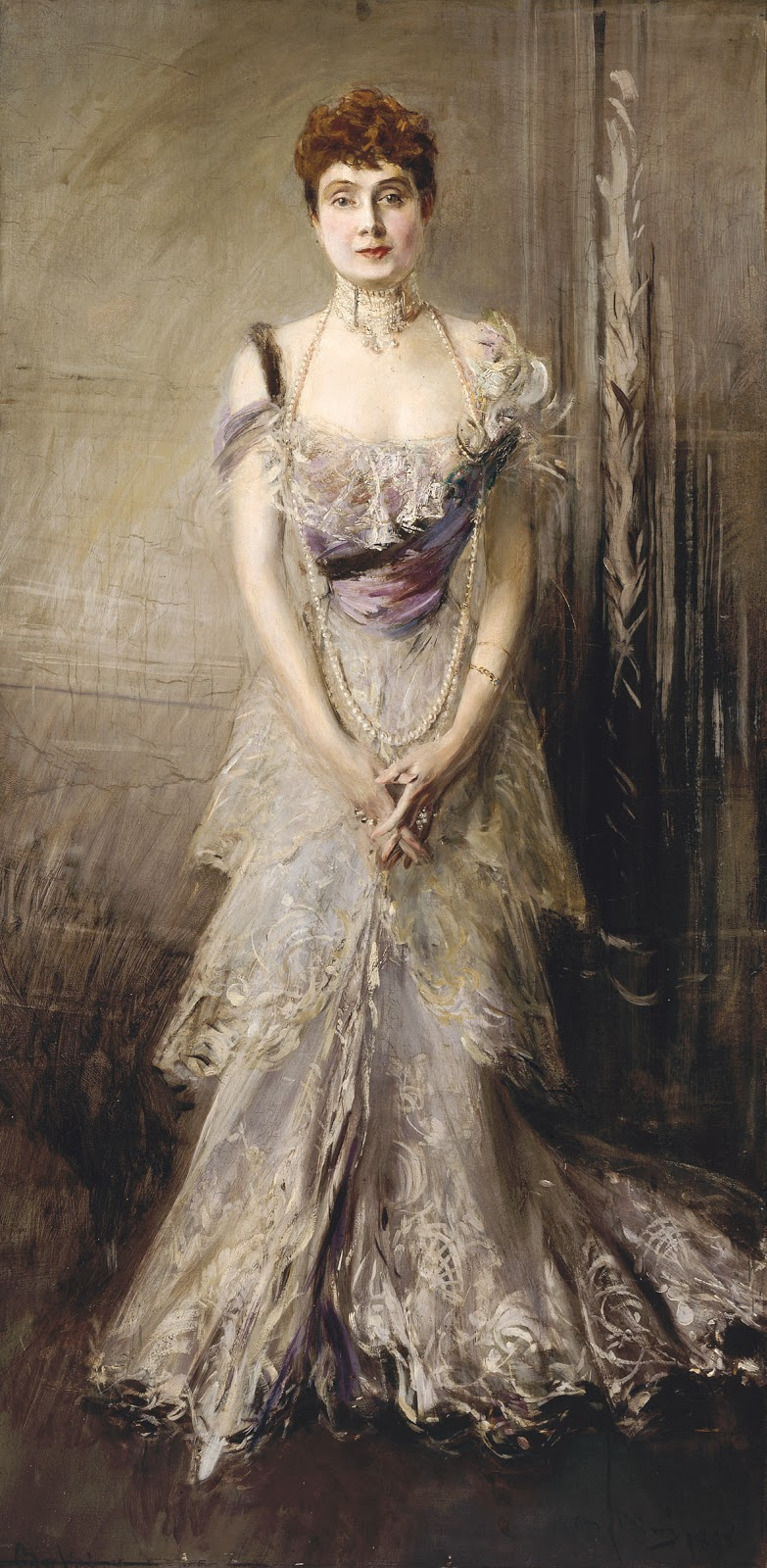
L'Infanta Eulalia, duchessa di Galliera, ritratta nel 1898 da Giovanni Boldini

Il 6 marzo 1886, a Madrid, Eulalia sposò il suo primo cugino, l'infante Antonio d'Orléans, figlio di Antonio d'Orléans, duca di Montpensier, e dell'infanta Luisa Ferdinanda di Borbone-Spagna, officiante il cardinale Zeferino González y Díaz Tuñón, arcivescovo di Siviglia; le nozze furono posticipate di molti mesi a causa della morte prematura di re Alfonso XII. Gli sposi trascorsero la luna di miele nel palazzo reale di Aranjuez.
Dopo la nascita del secondogenito, Eulalia e Antonio fecero vite separate. Eulalia fu l'amante del conte George Jametel, primo marito della duchessa Maria di Meclemburgo-Strelitz.

### Viaggio negli Stati Uniti
Eulalia viaggiò molto, dividendosi tra la Spagna e Parigi, visitando spesso l'Inghilterra e andando, nel maggio 1893, negli Stati Uniti. Raggiunse dapprima L'Avana e da qui si diresse a Washington, dove fu ricevuta dal presidente Grover Cleveland alla Casa Bianca, e infine proseguì per New York City. Successivamente fu ammessa come membro tra le Figlie della Rivoluzione Americana in quanto discendente di Carlo III di Spagna.

### Carriera letteraria
Eulalia fu autrice di parecchie opere che crearono scalpore all'interno delle Case Reali, senza che comunque questo le precludesse l'accesso ai salotti e alle corti sia di Spagna che degli altri regni europei. Nel 1912, sotto lo pseudonimo di "contessa d'Avila", Eulalia pubblicò "Au fil de la vie" (Parigi, Société française d'Imprimerie et de Librarie, 1911), tradotto l'anno seguente in inglese in "The Thread of Life" (New York: Duffield, 1912): trattava le opinioni della principessa sull'educazione, l'indipendenza delle donne, l'uguaglianza tra le classi sociali, il socialismo, la religione, il matrimonio, i pregiudizi e le tradizioni. Suo nipote Alfonso XIII di Spagna le telegrafò chiedendole di far sospendere la pubblicazione del libro fino a quando non lo avesse letto e non avesse rilasciato il placet: Eulalia rifiutò.
Nel mese di maggio del 1915 Eulalia scrisse un articolo su Guglielmo II di Germania per lo Strand Magazine e il mese seguente pubblicò "Court Life from Within" (Londra, Cassell, 1915; New York, Dodd, Mead, 1915). Nel mese di agosto del 1925 pubblicò "Countries After The War" (Londra, Hutchinson, 1925; New York, Dodd, Mead, 1925), dove descriveva la situazione politica mondiale e, in special modo, la sua opinione sull'impossibilità di una pace fra Francia e Germania.
Nel 1935 pubblicò le sue memorie in francese "Mémoires de S.A.R. l'infante Eulalie, 1868-1931" (Parigi, Plon, 1935), tradotto l'anno seguente in inglese come "Memoirs of a Spanish Princess, H.R.H. the Infanta Eulalia" (Londra, Hutchinson, 1936; New York: W.W. Norton, 1937)

### Morte
Il 9 febbraio 1958 Eulalia ebbe un infarto nella sua casa a Irun e venne sepolta nel Pantheon dei principi nell'Escorial.

## Discendenza
La principessa Eulalia e l'infante Antonio d'Orléans ebbero due figli:
- Alfonso d'Orléans (1886-1975);
- Luigi Ferdinando d'Orléans (1888-1945).

## Ascendenza
|                                       |                    |                                  | Genitori                        |  |  | Nonni |  |  | Bisnonni           |  |  | Trisnonni           |  |
|                                       |                    |                                  |                                 |  |  |       |  |  | Carlo IV di Spagna |  |  | Carlo III di Spagna |  |
|                                       |                    |                                  |                                 |  |  |       |  |  | Carlo IV di Spagna |  |  | Carlo III di Spagna |  |
|                                       |                    | Maria Amalia di Sassonia         |                                 |  |  |       |  |  | Carlo IV di Spagna |  |  |                     |  |
| Francesco di Paola di Borbone-Spagna  |                    |                                  |                                 |  |  |       |  |  | Carlo IV di Spagna |  |  |                     |  |
|                                       |                    | Maria Luisa di Borbone-Parma     | Filippo I di Parma              |  |  |       |  |  |                    |  |  |                     |  |
|                                       |                    | Maria Luisa di Borbone-Parma     | Filippo I di Parma              |  |  |       |  |  |                    |  |  |                     |  |
|                                       |                    | Maria Luisa di Borbone-Parma     | Elisabetta di Borbone-Francia   |  |  |       |  |  |                    |  |  |                     |  |
| Francesco d'Assisi di Borbone-Spagna  |                    | Maria Luisa di Borbone-Parma     |                                 |  |  |       |  |  |                    |  |  |                     |  |
|                                       |                    | Francesco I delle Due Sicilie    | Ferdinando I delle Due Sicilie  |  |  |       |  |  |                    |  |  |                     |  |
|                                       |                    | Francesco I delle Due Sicilie    | Ferdinando I delle Due Sicilie  |  |  |       |  |  |                    |  |  |                     |  |
|                                       |                    | Francesco I delle Due Sicilie    | Maria Carolina d'Asburgo-Lorena |  |  |       |  |  |                    |  |  |                     |  |
| Luisa Carlotta di Borbone-Due Sicilie |                    | Francesco I delle Due Sicilie    |                                 |  |  |       |  |  |                    |  |  |                     |  |
|                                       |                    | Maria Isabella di Borbone-Spagna | Carlo IV di Spagna              |  |  |       |  |  |                    |  |  |                     |  |
|                                       |                    | Maria Isabella di Borbone-Spagna | Carlo IV di Spagna              |  |  |       |  |  |                    |  |  |                     |  |
|                                       |                    | Maria Isabella di Borbone-Spagna | Maria Luisa di Borbone-Parma    |  |  |       |  |  |                    |  |  |                     |  |
| Eulalia di Borbone-Spagna             |                    | Maria Isabella di Borbone-Spagna |                                 |  |  |       |  |  |                    |  |  |                     |  |
|                                       | Carlo IV di Spagna | Carlo III di Spagna              |                                 |  |  |       |  |  |                    |  |  |                     |  |
|                                       | Carlo IV di Spagna | Carlo III di Spagna              |                                 |  |  |       |  |  |                    |  |  |                     |  |
|                                       | Carlo IV di Spagna | Maria Amalia di Sassonia         |                                 |  |  |       |  |  |                    |  |  |                     |  |
| Ferdinando VII di Spagna              | Carlo IV di Spagna |                                  |                                 |  |  |       |  |  |                    |  |  |                     |  |
|                                       |                    | Maria Luisa di Borbone-Parma     | Filippo I di Parma              |  |  |       |  |  |                    |  |  |                     |  |
|                                       |                    | Maria Luisa di Borbone-Parma     | Filippo I di Parma              |  |  |       |  |  |                    |  |  |                     |  |
|                                       |                    | Maria Luisa di Borbone-Parma     | Elisabetta di Borbone-Francia   |  |  |       |  |  |                    |  |  |                     |  |
| Isabella II di Spagna                 |                    | Maria Luisa di Borbone-Parma     |                                 |  |  |       |  |  |                    |  |  |                     |  |
|                                       |                    | Francesco I delle Due Sicilie    | Ferdinando I delle Due Sicilie  |  |  |       |  |  |                    |  |  |                     |  |
|                                       |                    | Francesco I delle Due Sicilie    | Ferdinando I delle Due Sicilie  |  |  |       |  |  |                    |  |  |                     |  |
|                                       |                    | Francesco I delle Due Sicilie    | Maria Carolina d'Asburgo-Lorena |  |  |       |  |  |                    |  |  |                     |  |
| Maria Cristina di Borbone-Due Sicilie |                    | Francesco I delle Due Sicilie    |                                 |  |  |       |  |  |                    |  |  |                     |  |
|                                       |                    | Maria Isabella di Borbone-Spagna | Carlo IV di Spagna              |  |  |       |  |  |                    |  |  |                     |  |
|                                       |                    | Maria Isabella di Borbone-Spagna | Carlo IV di Spagna              |  |  |       |  |  |                    |  |  |                     |  |
|                                       |                    | Maria Isabella di Borbone-Spagna | Maria Luisa di Borbone-Parma    |  |  |       |  |  |                    |  |  |                     |  |
|                                       |                    | Maria Isabella di Borbone-Spagna |                                 |  |  |       |  |  |                    |  |  |                     |  |